# Anul Dragonului (film din 2013)
Anul Dragonului este un film românesc din 2013 regizat de Iulian Emanuel Ghervas, Adina Popescu.